# Dala konj
Dala–konj ili Dalekarlijski konj (švedski: dalahäst) drveni je ukrasni konj kojeg se tradicionalno izrađuje u Švedskoj. Jedan je od najčešćih simbola Švedske, a posebno tradicionalne švedske seljačke kulture.
Karakterističan je za švedsku pokrajinu Dalarnu. Tradicionalno je oslikan crvenom bojom s bijelim i plavim uzorcima. U novije vrijeme javlja se i u drugim bojama. 
Dala–konj proizvodi se od 1623. godine kao nusproizvod u proizvodnji namještaja i služi kao ukrasna igračka u domovima. Vrlo lijepi dala konji visoke kvalitete proizvodili su se u kasnom 19. stoljeću i početkom 20. stoljeća u mjestima Risa, Bergkarlås i Vattnäs u pokrajini Dalarni. 
Predstavljao je Švedsku na EXPO-u u Parizu 1937. i na Svjetskoj izložbi u New Yorku 1939. Od tada je simbol zemlje te se počeo proizvoditi u većim količinama. Skulptura dala–konja visoka 3 metra bila je tada izložena u New Yorku. I danas postoji nekoliko skulptura dala–konja u SAD-u, a najveća takva na svijetu nalazi se u općini Avesta u Švedskoj. Visoka je 13 metara i teži 67 tona.